# Oskar Fried

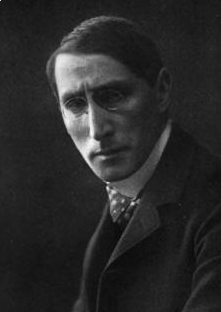
Oskar Fried, um 1905

Oskar Fried (* 10. August 1871 in Berlin; † 5. Juli 1941 in Moskau) war ein deutscher Dirigent und Komponist.

## Leben

### Kindheit und Jugend
Oskar Fried wurde 1871 als Sohn des jüdischen Kaufmanns Jérôme Fried in Berlin geboren. Er erhielt Violinunterricht beim älteren Bruder, spielte wohl auch Joseph Joachim vor. Die Gymnasialausbildung musste Fried 1880 aufgrund materieller Notlage der Familie abbrechen. Stattdessen erlernte er das Hornspiel in der Stadtpfeiferei von Nowawes bei Potsdam. Als etwa Vierzehnjähriger gab Fried den Dienst in der Stadtpfeiferei auf und führte einige Jahre lang ein abenteuerliches Wanderleben, das ihn kreuz und quer durch Europa führte – als fahrender Musikant, der bei Tanzfesten und Hochzeiten aufspielte, und eine Zeit lang sogar als Hunde-Dompteur, Clown und Stallbursche bei einem Zirkus.

### 1889–1898
1889 wurde Fried Hornist im Palmengartenorchester in Frankfurt am Main, sammelte hier auch erste Dirigiererfahrungen und erhielt alsbald eine Stelle im Frankfurter Opernorchester. In Frankfurt studierte er 1891–1892 zwei Semester bei Iwan Knorr am Hoch’schen Konservatorium und war rund drei Jahre Privatschüler und Assistent von Engelbert Humperdinck, der ihn mit den Werken Wagners bekannt machte. Aus dieser Zeit datieren erste Kompositionen (Lieder; Adagio und Scherzo für Blasinstrumente; Orchester-Fantasie über Themen aus „Hänsel und Gretel“).
Nach den Frankfurter Jahren ging Fried (über den genauen Zeitpunkt sind die Quellen uneins: nach Paul Bekker 1892, nach anderen Angaben 1894) für kurze Zeit nach Düsseldorf, wo er sich zeitweise als Maler versuchte, um sich sodann in München niederzulassen. Hier fand er Kontakt zur literarischen Moderne (Frank Wedekind, Knut Hamsun, Otto Julius Bierbaum) und wurde vom Dirigenten Hermann Levi gefördert (Uraufführung der Fantasie über Themen aus „Hänsel und Gretel“). 1895 entstand die Oper „Die vernarrte Prinzeß“ (nach O. J. Bierbaum), die wegen Rechtsstreitigkeiten nie aufgeführt wurde. Aufgrund einer Wette ging der Bohémien Fried – nur ausgestattet mit knappsten finanziellen Mitteln – 1896 nach Paris, wo er zeitweise bittere Not litt.

### 1898–1934

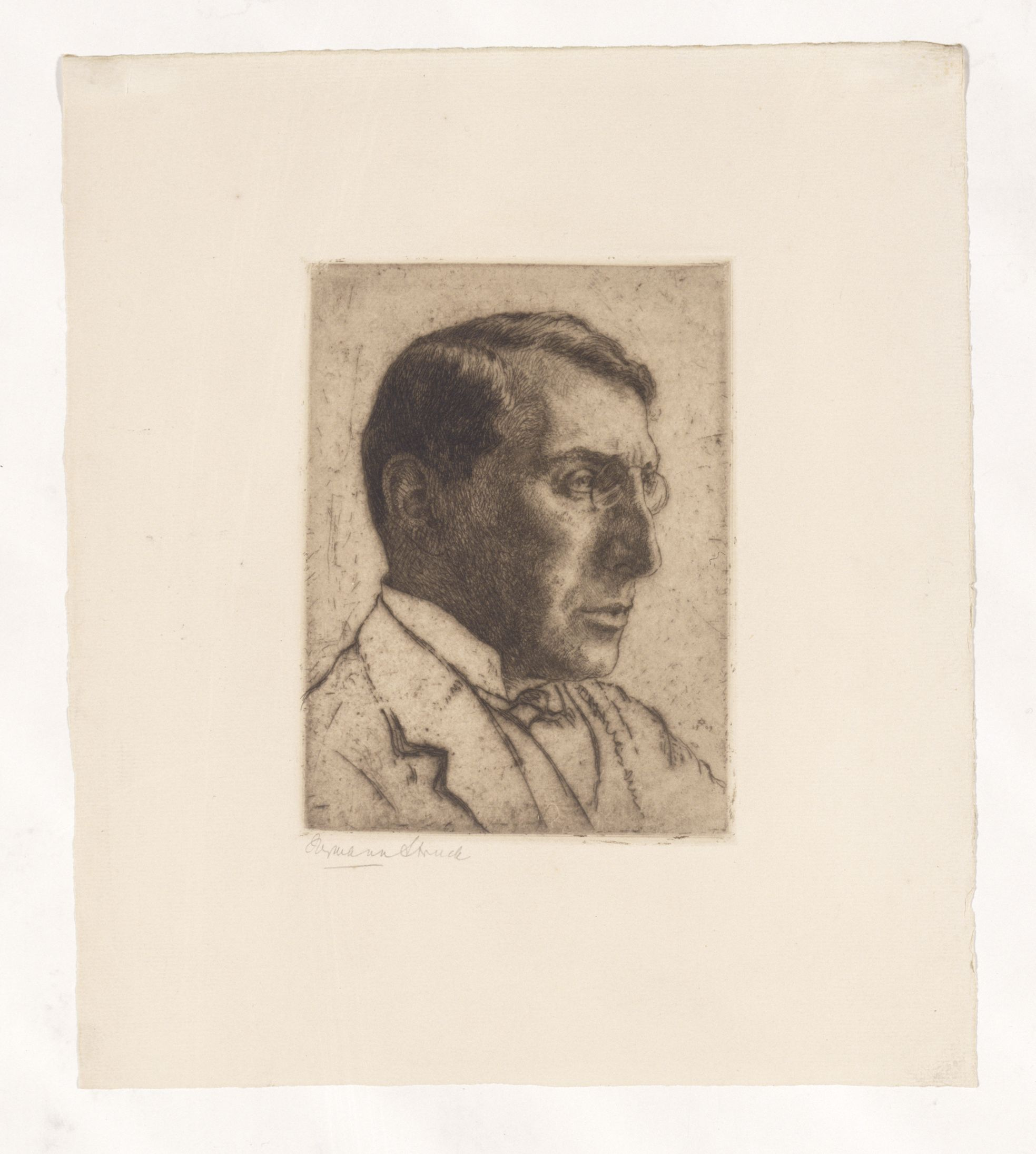
Oskar Fried 1909, Radierung von Hermann Struck

1898 kehrte er nach Deutschland zurück und ließ sich in Werder (Havel) nieder. Seinen Lebensunterhalt verdiente er als Hundezüchter. Gleichzeitig trieb er musikalische Studien (Kontrapunkt bei Philipp Scharwenka) und komponierte. 1899 heiratete er Gusti Rathgeber, die ehemalige Frau O. J. Bierbaums. 1900 erwarb er ein Haus in der Teutonenstraße 19 in Berlin-Nikolassee, wo er bis zu seiner Emigration 1934 lebte.
1901 entstand die „Verklärte Nacht“ (Richard Dehmel) für Mezzosopran, Tenor und Orchester, 1903 „Das trunkene Lied“ (Friedrich Nietzsche) für Soli, Chor und Orchester. Die Uraufführung des „Trunkenen Liedes“ am 15. April 1904 mit den Berliner Philharmonikern und dem Wagner-Verein unter Karl Muck errang einen sensationellen Erfolg und machte Fried über Nacht bekannt. Im selben Jahr komponierte er das „Erntelied“ (Richard Dehmel) für Männerchor und Orchester und wurde nach dem Erfolg eines Konzertes mit Liszts „Legende von der Heiligen Elisabeth“ Dirigent des Sternschen Gesangsvereins.
1905 begegnete er Gustav Mahler aus Anlass der Erstaufführung des „Trunkenen Liedes“ in Wien (6. März, Dirigent: Franz Schalk). Im selben Jahr übernahm Fried die Leitung der Neuen Konzerte mit den Berliner Philharmonikern und dirigierte am 8. November mit großem Erfolg eine Aufführung von Mahlers 2. Sinfonie, die auch den Komponisten tief beeindruckte. Fried und Mahler waren seither freundschaftlich verbunden.
Am 8. Oktober 1906 dirigierte Fried die Berliner Erstaufführung von Mahlers 6. Sinfonie mit den Berliner Philharmonikern. Ihr sollten die Erstaufführungen der 7. Sinfonie am 17. Januar 1910 und von Das Lied von der Erde am 18. Oktober 1912 folgen sowie schließlich am 4. Februar 1913 die deutsche Erstaufführung von Mahlers 9. Sinfonie.
1907 übernahm Fried die Leitung der Konzerte der Gesellschaft der Musikfreunde in Berlin mit den Philharmonikern. 1908 wurde ihm die Leitung des Blüthner-Orchesters übertragen. 1910 führte er im Oktober in einem Konzert der Gesellschaft der Musikfreunde Arnold Schönbergs „Pelleas und Melisande“ auf – die erste Aufführung eines großen Schönberg-Werkes außerhalb Wiens. 1912 trat Fried von der Leitung der Konzerte der Gesellschaft der Musikfreunde zurück, weil er Bestrebungen, deren auf die Moderne gerichtete Programmatik zu unterlaufen, nicht akzeptierte. Während er in Berlin fortan seltener zu erleben war, führte ihn sein Weg in den letzten Jahren vor dem Krieg mehr und mehr ins Ausland, wo er zu einem Bahnbrecher für die moderne Musik wurde.
1912 komponierte er das Melodram „Die Auswanderer“ auf Verse aus Émile Verhaerens Gedichtsammlung „Les Campagnes Hallucinées“ in der Übertragung von Stefan Zweig (Uraufführung im Januar 1913 mit Tilla Durieux als Sprecherin und den Berliner Philharmonikern). Wenig später gab er das Komponieren auf und wirkte fortan als freischaffender Dirigent.
Mit dem Zusammenbruch des Berliner Musiklebens infolge des Krieges war Fried in zunehmendem Maße auf auswärtige Gastdirigate angewiesen, die ihn durch ganz Europa führten: Manchester, Mailand, Paris, Kopenhagen, Budapest. 1916 leitete er die deutsche Erstaufführung der 4. Sinfonie von Sibelius in der Neuen freien Volksbühne Berlin. 1921 wurde er als erster ausländischer Künstler von Lenin in die UdSSR eingeladen (Beethovens 9. Sinfonie am Bolschoi-Theater) und unternahm 1924 erneut eine Konzertreise in die UdSSR, wo er auch weiterhin häufig gastierte. Das Aufblühen der Schallplattenindustrie und ein langfristiger, umfassender Vertrag banden ihn ab 1924 an die Deutsche Grammophon-Gesellschaft und wieder fester an Berlin. Als erster Dirigent realisierte er 1924 die Gesamteinspielung einer Bruckner-Sinfonie (7. Sinfonie, Orchester der Berliner Staatsoper) und einer Mahler-Sinfonie (2. Sinfonie, Orchester der Berliner Staatsoper und Staats- und Domchor Berlin) für die Schallplatte. In den Jahren bis 1930 entstand vor allem mit dem Orchester der Berliner Staatsoper sein diskographisches Vermächtnis. Er übernahm 1925 die Leitung des Berliner Sinfonie-Orchesters (vormals Blüthner-Orchester genannt). Tourneen führten ihn durch Europa, in die UdSSR und nach Amerika. 1926 dirigierte Fried Tschaikowskys b-Moll-Klavierkonzert anlässlich des deutschen Debüts von Vladimir Horowitz.

### 1934–1941
1934 musste Fried als Jude und Sozialist emigrieren, er ging in die UdSSR und wurde Kapellmeister in Tbilissi (Tiflis) sowie Dirigent des Sinfonie-Orchesters des Allunions-Radio-Komitees in Moskau und leitete bis 1937 eine Vielzahl von Konzerten, bevor er – wahrscheinlich krankheitsbedingt – das Dirigieren aufgeben musste. Kurz vor seinem Tode am 5. Juli 1941 in Moskau erhielt er die sowjetische Staatsbürgerschaft. 1934 heiratete die Tochter Emerentina in Berlin den Kaufmann Gerhard von Lengerken, und 1935 wurde ihr gemeinsamer Sohn geboren, der spätere Hochschullehrer Gerhard von Lengerken. 1943 ließ das Paar sich scheiden.

## Wirkung
Rückt Oskar Frieds Leistung als einer der herausragenden Dirigenten der ersten Jahrhunderthälfte und eines Vorkämpfers für die Moderne durch die Wiederveröffentlichung einer Reihe von Aufnahmen allmählich wieder in das Bewusstsein einer breiteren Öffentlichkeit, so ist sein kompositorisches Œuvre noch weitgehend vergessen. Insbesondere die nach der Jahrhundertwende entstandenen Werke erregten seinerzeit großes Aufsehen, man sprach sogar von einem typischen „Fried-Stil“. Die Werke jener Jahre, vorab „Die Auswanderer“, das „Erntelied“, „Das trunkene Lied“ und die „Verklärte Nacht“, weisen Fried als einen Komponisten aus, der, ausgehend von der späten Romantik Wagners und beeinflusst vor allem von Gustav Mahler, eine durchaus eigene Sprache ausprägte. Sein Melodram „Die Auswanderer“ – wohl überhaupt eines der ersten Stücke für den Konzertsaal, das von einer dezidiert politisch kritischen Intention getragen ist – reflektiert aktuelle soziale Probleme und verbindet überaus suggestive Melodik mit einer Harmonik, die über weite Strecken von Ganztonkomplexen gesteuert wird. Frieds Musik dem Repertoire zurückzugewinnen, wäre Aufgabe engagierter Interpreten.

## Diskographie
- Die Auswanderer, Verklärte Nacht, Fantasie über „Hänsel und Gretel“, Präludium und Fuge für Streichorchester op. 10 Rundfunk-Sinfonieorchester Berlin, Leitung: Matthias Foremny, Capriccio 5043, 2010